# Juliana Canet i Pedemonte
Juliana Canet i Pedemonte   (Cardedeu, 29 de gener de 1999) és una creadora de continguts audiovisuals, influenciadora, col·laboradora i presentadora de programes radiotelevisius en llengua catalana.

## Biografia
Va néixer i créixer a Cardedeu. És primogènita i té dues germanes i un germà. L'any 2016, després de descobrir el contingut a internet de l'influenciador català Joan Grivé, va decidir començar a pujar contingut a YouTube. Des de llavors, ha anat guanyant popularitat fins a convertir-se en una de les creadores de contingut en català més conegudes i una de les principals referents.
A partir de la seva creixent popularitat a internet, la Corporació Catalana de Mitjans Audiovisuals ha comptat amb ella en diversos programes. A la ràdio i a internet, va copresentar el programa Adolescents iCat, a l'emissora iCat, i va col·laborar a Adolescents XL, de Catalunya Ràdio. Actualment, copresenta Que no surti d'aquí, juntament amb Roger Carandell i Marta Montaner, també a Catalunya Ràdio.
Puntualment, també ha participat a El Matí de Catalunya Ràdio i a la versió radiofònica de l'APM. A la televisió, se l'ha pogut veure com a col·laboradora a una secció del Tot es mou de TV3 i com a presentadora a Món Maker, del canal infantil Super 3. Paral·lelament a la seva dedicació a les xarxes socials i a la comunicació, va estudiar filologia catalana a la Universitat Oberta de Catalunya (UOC).
És una de les impulsores del Canal Malaia. Des del 2022 té una secció de recomanacions literària al canal de YouTube de la Llibreria Ona. També és responsable de la col·lecció Brunzits, de Grup62.
El 2024, va guanyar el premi AMIC-Tresdeu de youtuber. El 2025, va ser finalista dels Premis CRIT en la categoria al millor creador de l'any.

## Trajectòria
Ràdio
- Adolescents iCat (iCat i Catalunya Ràdio, 2018-2019)
- XL (anteriorment conegut com Adolescents XL) (Catalunya Ràdio, 2020-actualitat), co-presentadora juntament amb Marta Montaner i Roger Carandell. Anteriorment amb Carandell i Joan Grivé.
- El suplement d'estiu (Catalunya Ràdio, 2022), col·laboradora juntament amb Marina Porras a una secció de recomanacions de llibres.
- Les muses (Catalunya Ràdio, 2022), co-presentadora juntament amb Ofèlia Carbonell.[15]
- Que no surti d'aquí (Catalunya Ràdio/3Cat, 2023), programa de safareig amb Roger Carandell i Marta Montaner.

Col·laboracions esporàdiques
- APM (Catalunya Ràdio, 2020)
- El Matí de Catalunya Ràdio (Catalunya Ràdio, 2020)

Televisió
- Tot es mou (TV3, 2019), col·laboradora puntualment.
- Món Maker (Canal Super 3, 2020)
- Tot són problemes (TV3, 2022), co-presentadora juntament a Serapi Soler i Patrick Urbano.
- Club Tàndem (TV3, 2024), co-presentadora juntament amb Marina Porras.